# Steinteppich

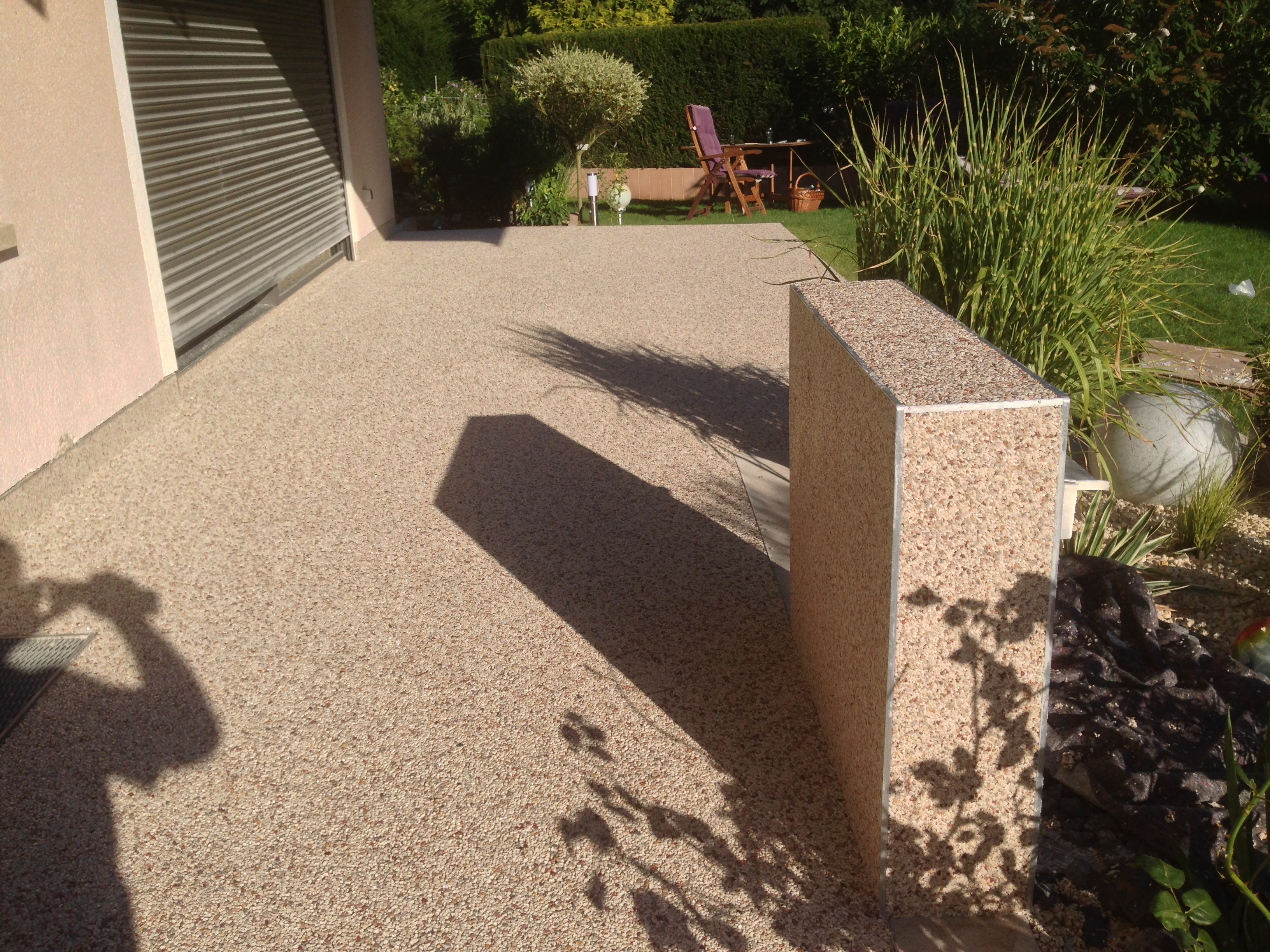
Steinteppich aus Quarz- oder Marmorkies

Als Steinteppich (auch Quarzboden, Kieselteppich, Quarzkieselbeschichtung oder Zierkiesboden) wird im Handel ein offenporiger Fußbodenbelag für den Innen- und Außenbereich bezeichnet, der wie ein Buntsteinputz als pastöse Masse auf dem Estrich bzw. dem Rohfußboden aufgetragen wird. 
Es handelt sich dabei also nicht um einen Teppich, sondern um eine Mischung aus gerundeten Marmorkieseln oder Quarziten mit einem Kunstharz-Bindemittel, die nach dem Aushärten optisch wie ein durchgehend verlegter Teppich wirkt. Die typische Verlegestärke beträgt 6 bis 10 mm.
Nicht zu verwechseln ist Steinteppich mit Kieselmatten bzw. Steinmatten, bei denen deutlich größere, flache Flusskiesel auf einem Netzgewebe fixiert wurden. Diese Matten werden in Fliesengröße oder zu Bahnen aufgerollt geliefert, mit Fliesenkleber auf dem Roh-Fußboden verklebt und ebenso wie Fliesen verfugt, um ein Kieselmosaik herzustellen.

## Zusammensetzung
Das Bindemittel wird mit naturfarbenen runden Marmorkieseln oder gefärbten Quarziten in verschiedenen Körnungen und Farben vermengt und auf Untergründe wie Estrich, Beton und Gussasphalt oder auch über bestehenden Fußbodenbelägen aufgetragen. 
Verwendet wird grober Rundkorn-Sand bzw. Zierkies in Körnungen von 2/4, 4/8 oder 8/10. 
Als Bindemittel werden in der Regel Epoxid- oder PU-Harze verwendet. 
Im Außenbereich und Wintergärten ist von Epoxidharzen abzuraten, da diese nicht dauerhaft witterungsbeständig sind und vergilben.
Dort sollten ein- oder zwei-komponentige PU-Verlegeharze aufgrund ihrer UV-Stabilität eingesetzt werden. 
Durch eine Porenverfüllung oder Versiegelung werden die Fugen weniger anfällig gegenüber Verschmutzungen. Porenfüller aus Acrylat sind nur für den Innenbereich geeignet.

## Eigenschaften
Ein Steinteppich lässt sich gut mit einer Fußbodenheizung kombinieren.
Steinteppiche können unter anderem in Wohnbereichen, Terrassen, Hausumfassungen, Ausstellungsräumen, Büros, Ladengeschäften und Bädern genutzt werden. Eine Verlegung im Dauernassbereich (z. B. Duschen) wird von manchen Herstellern vorgesehen, allerdings in der Regel mit einer zusätzlichen Versiegelung. Diese Anwendung hat sich noch nicht als Regel der Technik etabliert und sollte im Einzelfall mit dem jeweiligen Hersteller oder Verleger abgestimmt werden.
Da der Steinteppich selber nicht vollständig dicht ist, sollte der Untergrund in Nassräumen wie Bädern bereits eine Dichtungsschicht enthalten. Auch muss der Untergrund bereits das notwendige Gefälle aufweisen. 

## Vorteile
Ein Steinteppich ist strapazierfähig, rutschhemmend auch in Nassbereichen und verfügt über gute Abriebfestigkeit. Werden Untergrund, Steinteppich und Verfugung haufwerksporig ausgeführt, so kann Regenwasser versickern und es bilden sich keine Pfützen oder Eisflächen.
Es kommt auch nicht zu statischer Aufladung. 
Ein Steinteppich kann in unterschiedlichen Farben und Mustern aufgebracht werden.
Steinteppiche lassen sich trocken sowie nass reinigen, mit einem Hochdruckreiniger abspritzen oder auch mit Dampf-, Sprüh- bzw. Extraktionssaugern behandeln.
Aufgrund der strukturierten Oberfläche rutschen Haustiere, wie Hunde und Katzen, weniger als auf glatten Fußbodenbelägen wie Laminat.

## Kritik
Die Verarbeitung von Epoxidharzen oder Polyurethanen kann allergische Reaktionen hervorrufen. Zudem kann sich an der Oberfläche Grünbelag festsetzen. Temperaturschwankungen im Außenbereich können zu Rissen führen.